# Vejby (stacja kolejowa)
Vejby (duń. Vejby Station) – stacja kolejowa w miejscowości Vejby, w Regionie Stołecznym, w Danii. 
Znajduje się na Gribskovbanen i jest obsługiwany przez pociągi regionalne Lokaltog.

## Linie kolejowe
- Linia Gribskovbanen